# Trefl Sopot (volley-ball)
Pour les articles homonymes, voir Trefl Sopot.
Maillots
L' Atom Trefl Sopot S.A. est un club de volley-ball féminin polonais fondé en 2008 et basé à Sopot, évoluant pour la saison 2016-2017 en ORLEN Liga.

## Palmarès
- Championnat de Pologne
  - Vainqueur : 2012, 2013.
  - Finaliste : 2011, 2015[2]2016[3]
- Coupe de Pologne
  - Vainqueur : 2015[4]
  - Finaliste : 2012, 2013, 2016[5]
- Supercoupe de Pologne
  - Finaliste : 2012, 2013, 2015[6]
- Coupe de la CEV
  - Finaliste : 2015[7]

## Entraîneurs successifs
- 2008-2009 :  Wojciech Kasza
- 2009-2010 :  Edward Pawlun
- 2010-2012 :  Alessandro Chiappini
- 2012-2013 :  Jerzy Matlak
- 2013-2014 :  Teun Buijs
- 2014-2016 :  Lorenzo Micelli
- 2016-2017 :  Piotr Matela
- 2016-2017 :  Piotr Olenderek

## Effectifs

### Saison 2016-2017
| No                                         | Nom                                        | Date de naissance                          | Taille                         | Poids                          | Poste                          |
| ------------------------------------------ | ------------------------------------------ | ------------------------------------------ | ------------------------------ | ------------------------------ | ------------------------------ |
| 1                                          | Joanna Grzmocińska                         | 23 avril 1998                              | 178                            | 77                             | Réceptionneuse-attaquante      |
| 2                                          | Beata Mielczarek                           | 12 mars 1991                               | 178                            | 60                             | Réceptionneuse-attaquante      |
| 3                                          | Martyna Łukasik                            | 26 novembre 1999                           | 189                            | 62                             | Attaquante                     |
| 4                                          | Karolina Bednarek                          | 31 octobre 1988                            | 190                            | 75                             | Centrale                       |
| 5                                          | Daria Szczyrba                             | 2 décembre 1998                            | 180                            | 67                             | Réceptionneuse-attaquante      |
| 6                                          | Małgorzata Skorupa                         | 16 septembre 1984                          | 183                            | 73                             | Centrale                       |
| 7                                          | Magdalena Damaske                          | 19 février 1996                            | 186                            | 73                             | Réceptionneuse-attaquante      |
| 8                                          | Karolina Goliat                            | 25 octobre 1996                            | 188                            | 70                             | Attaquante                     |
| 9                                          | Alicja Wójcik                              | 10 novembre 1994                           | 186                            | 78                             | Centrale                       |
| 10                                         | Dominika Mras                              | 19 avril 1996                              | 181                            | 70                             | Passeuse                       |
| 11                                         | Justyna Łukasik                            | 27 janvier 1993                            | 187                            | 77                             | Centrale                       |
| 13                                         | Natalia Gajewska                           | 24 mai 1994                                | 175                            | 68                             | Passeuse                       |
| 14                                         | Monika Fedusio                             | 6 novembre 1999                            | 183                            | 76                             | Réceptionneuse-attaquante      |
| 16                                         | Klaudia Kulig                              | 1er mai 1997                               | 173                            | 61                             | Libero                         |
| 17                                         | Anna Bodasińska                            | 15 juin 1998                               | 168                            | 61                             | Libero                         |
|                                            |                                            |                                            |                                |                                |                                |
| Encadrement technique                      | Encadrement technique                      |                                            | Légende                        | Légende                        | Légende                        |
| Entraîneur : Piotr Matela                  | Entraîneur : Piotr Matela                  | Entraîneur : Piotr Matela                  | : Capitaine                    | : Capitaine                    | : Capitaine                    |
| Entraîneur(s) adjoint(s) : Piotr Olenderek | Entraîneur(s) adjoint(s) : Piotr Olenderek | Entraîneur(s) adjoint(s) : Piotr Olenderek | : Joueuse blessée actuellement | : Joueuse blessée actuellement | : Joueuse blessée actuellement |
| Manager général : Monika Gorszyniecka      |                                            |                                            |                                |                                |                                |